# Anchizes
Anchizes (gr. i łac. Anchises) – król Dardanosu (w pobliżu Troi), syn Kapysa i Temiste. Ojciec Eneasza, męża księżniczki Kreuzy. Eneasz i Kreuza byli rodzicami Askaniusza.

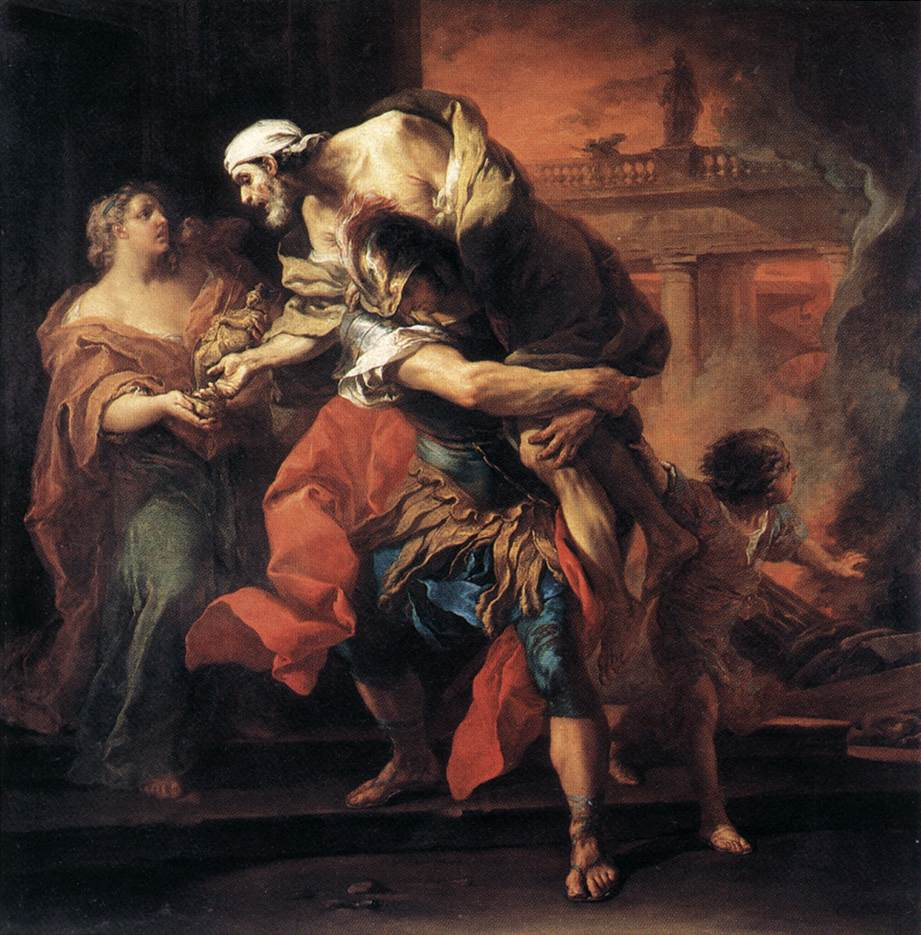
Eneasz wynosi Anchiezesa z Troi

Zgodnie z grecką mitologią bogini Afrodyta (Wenus) zstąpiła na ziemię pod postacią kobiety i uwiodła Anchizesa. Owocem ich spotkania był syn Eneasz. Pomimo surowego zakazu bogów, Anchizes przechwalał się miłością bogini Afrodyty, za co został rażony przez Zeusa piorunem i stracił wzrok lub – według innej, popularniejszej wersji – okulał. Miał śmiertelną żonę Eriopis, z którą doczekał się innych dzieci oprócz Eneasza, m.in. najstarszej Hippodameii, żony swojego kuzyna Alkatusa. Z płonącej Troi został wyniesiony na plecach przez Eneasza, zmarł podczas późniejszych wędrówek.